# مانگاروا

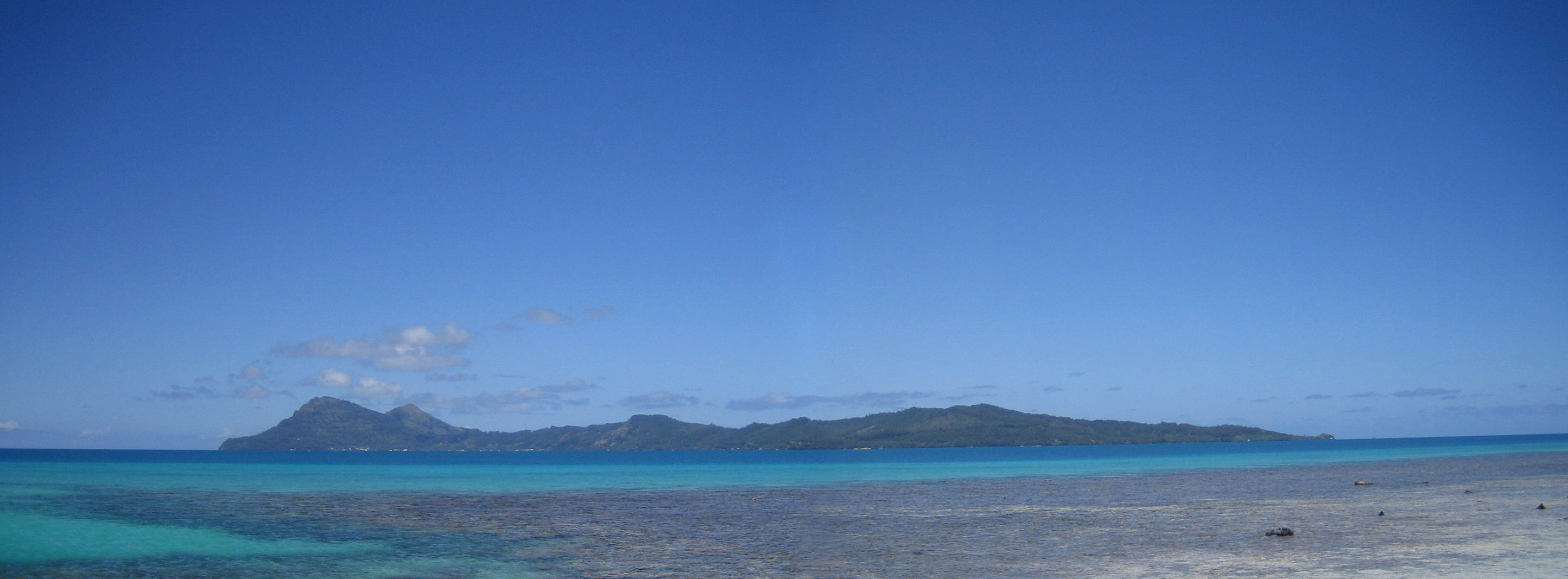
چشم‌اندازی به مانگاروا از سوی موتو توته‌گگی.

مانگاروا (Mangareva) جزیره مرکزی و بزرگ‌ترین جزیره از مجمع الجزایر گامبیر در پلی‌نزی فرانسه است. مانگاروا توسط جزایر کوچکتر احاطه شده است: تاراوای در جنوب غربی، آکنا و آکامارو در جنوب شرقی و جزایر دیگری در شمال.
جمعیت دائمی مانگاروا ۱۵۴۱ نفر است (سال ۲۰۰۷) و بزرگ‌ترین روستا در این جزیره، ریکیتیا (Rikitea)، شهرک اصلی جزایر گمبیر نیز به‌شمار می‌آید.
جزیره مانگاروا در حدود ۸ کیلومتر (۵ مایل) طول دارد و مساحت آن ۱۸ کیلومتر مربع (۷ مایل مربع) است که شامل حدود ۵۶٪ از مساحت کل خشکی در گروه جزایر گمبیر می‌شود.
مانگاروا یک خط الراس مرکزی دارد که در طول این جزیره امتداد یافته است. بلندترین نقطه در جزایر گمبیر یعنی کوه داف، در ساحل جنوبی مانگاروا قرار گفته و ۴۴۱ متر بلندا دارد.
این جزیره دارای یک کولاب (لاگون) (به انگلیسی: Lagoon) به قطر ۱۵ مایل است که صخره‌های آبی و ماهی و صدف دارد و منابع آن به جزیره‌نشینان قدیمی کمک کرد بقای بهتری نسبت به ساکنان جزایر همسایه داشته باشند.

## تاریخچه
اولین بار در هزار اول پس از میلاد، مهاجرین پُلی‌نِزیایی در مانگاروا سکونت گزیدند. در حالی که تاریخ‌گذاری رادیوکربن، قدمت سکونتگاه‌های باقی مانده از مهاجرین اولیه را بین سال‌های ۱۱۶۰–۱۲۲۰ نشان می‌دهد، شواهدی از تجارت جزایر پیتکرن با مانگاروا از ۱۰۰۰ پس از میلاد وجود دارد، و احتمالاً تاریخ سکونت در جزیره در حدود ۸۰۰ پس از میلاد، است. این جزیره زمانی پوشیده از جنگل انبوه بود و قادر به تأمین غذا و منابع کافی برای جمعیت زیادی بود، که از طریق قایق‌رانی با جزایر دیگر تجارت می‌کردند. با این حال، قطع بیش از حد درختان توسط جزیره نشینان بین قرن‌های ۱۰ و ۱۵ منجر به جنگل زدایی جزیره شد که نتایج فاجعه باری برای محیط زیست و اقتصاد آن به همراه داشت (برای جزئیات بیشتر به جزایر گامبیر، مراجعه گردد).
نخستین اروپایی که به مانگاروا پا گذاشت ناخدا جیمز ویلسون بریتانیایی بود که در سال ۱۷۹۷ با کشتی داف به این محل رسید. ویلسون این مجمع الجزایر را به افتخار دریاسالار جیمز گمبیر که به او در تجهیز کشتی‌اش یاری رسانده بود جزایر گمبیر نامید.
جزیره مانگاروا طی سده‌ها زنجیره‌ای از شاهان محلی داشت تا این‌که فرانسه در سال ۱۸۸۱ این جزیره را رسماً ضمیمه کرد.